# Danube (Métro Paris)
Danube [danyb] ist eine unterirdische Station der Linie 7bis der Pariser Métro. Sie liegt innerhalb der Endschleife „Boucle de Pré-Saint-Gervais“ und gehört zu den U-Bahnhöfen mit dem geringsten Fahrgastaufkommen im Métronetz.

## Lage
Die Station befindet sich im Quartier d’Amérique des 19. Arrondissements von Paris. Sie liegt unter der Place de Rhin-et-Danube, die bis 1951 nur Place du Danube hieß.

## Name
Namengebend war die ehemalige Place du Danube (dt.: Donauplatz). Die Donau ist mit 2850 km der zweitlängste europäische Fluss. Der Platz wurde 1875 als Zugang zum Pferdemarkt von La Villette geschaffen.

## Geschichte und Beschreibung
Die heutige Linie 7bis wurde am 18. Januar 1911, als Zweigstrecke der am 5. November 1910 eröffneten und damals von Opéra nach Porte de la Villette führenden Linie 7, in Betrieb genommen. Sie führt von deren Zwischenbahnhof Louis Blanc zum in der großen Endschleife „Boucle de Pré-Saint-Gervais“ liegenden Endbahnhof Pré-Saint-Gervais.
In der ersten Zeit wurde die Strecke autonom betrieben. Nach wenigen Monaten wurde der Betrieb dahingehend umgestellt, dass die Züge der Linie 7 von Opéra bis Louis Blanc, und von dort abwechselnd auf den beiden äußeren Streckenästen verkehrten. Diese Betriebsform hielt sich bis zum 3. Dezember 1967. Ab jenem Tag wurde die Strecke – wegen des weit höheren Fahrgastaufkommens auf dem anderen Ast 
– wieder separat betrieben und erhielt die aktuelle Linienbezeichnung.

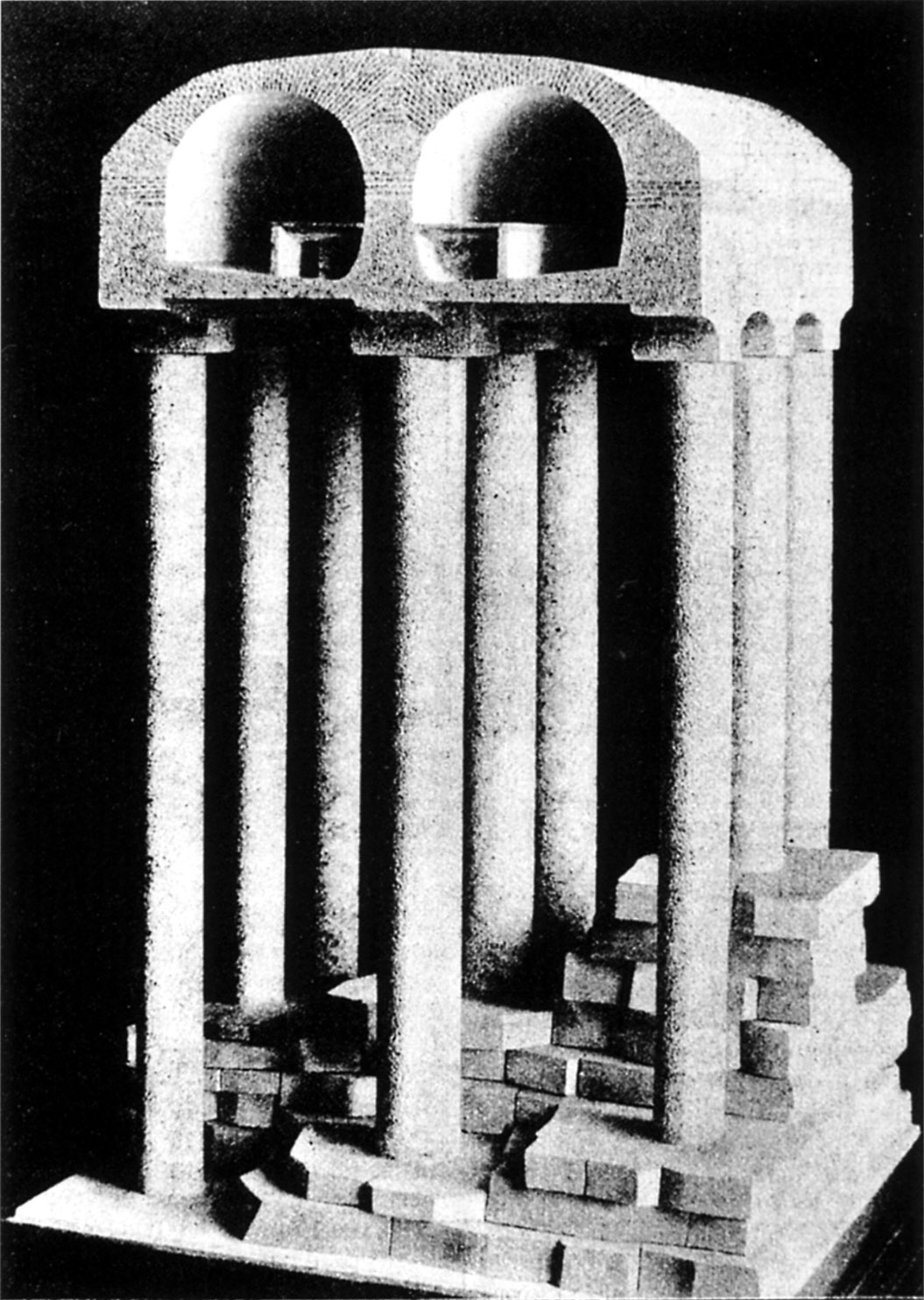
Die Station Danube ruht auf einem Viadukt, das in ein ehemaliges Gipsbergwerk gebaut wurde

Die Station und der Streckentunnel in Richtung Buttes-Chaumont wurden unter schwierigsten Bedingungen errichtet. Beim Bau der Strecke stieß man auf die Mitte des 19. Jahrhunderts aufgelassenen Gips-Bergwerke „Carrières d‘Amérique“, die durchquert werden mussten. Der nördliche Tunnel der Endschleife durchquert die Steinbrüche unter der Rue du Général-Brunet, der Place de Rhin-et-Danube und der Rue David-d'Angers auf einer Länge von 550 m. In diesem Bereich stieß man auf drei Schichten Gips, die nicht alle vollständig abgetragen worden waren. Die alten Stollen waren mehr oder weniger verfüllt, eine zuverlässige Tragfähigkeit war keinesfalls gegeben. Es war daher geboten, den Tunnel auf tragfähigem Grund abzustützen, d. h. unter den drei vorhandenen Schichten. Manche der Stützpfeiler erreichen eine Höhe von 35 m, die Strecke nimmt die Gestalt eines unterirdischen Viadukts an. Diese Konstellation erklärt die Schwierigkeit, Stationen auf einem tragfähigen Sockel zu errichten. Die Station Danube besitzt daher zwei parallele Stationsteile für je ein Gleis, die durch eine mittige, als Pfeiler fungierende Wand getrennt sind. Sie ruht auf in drei Reihen angelegten Schachtringen, die 2,5 m Durchmesser und 6 m Abstand zueinander haben. Nicht weniger als 220 Brunnengründungen, die eine kumulierte Gesamthöhe von 5,5 km erreichen, wurden in diesem Streckenabschnitt errichtet.
Die beiden 75 m langen Stationsteile liegen unter runden, weiß gefliesten Gewölbedecken. Die Durchlässe in der Zwischenwand sind vergittert bzw. zugemauert, da nur das südliche Gleis für den Fahrgastverkehr genutzt wird. Dort verkehren von der Endstation Pré-Saint-Gervais kommende Züge in Richtung Louis Blanc, in der Gegenrichtung wird der U-Bahnhof nicht angefahren. Das nördliche Gleis dient als Betriebsgleis lediglich dem Abstellen von Zügen.

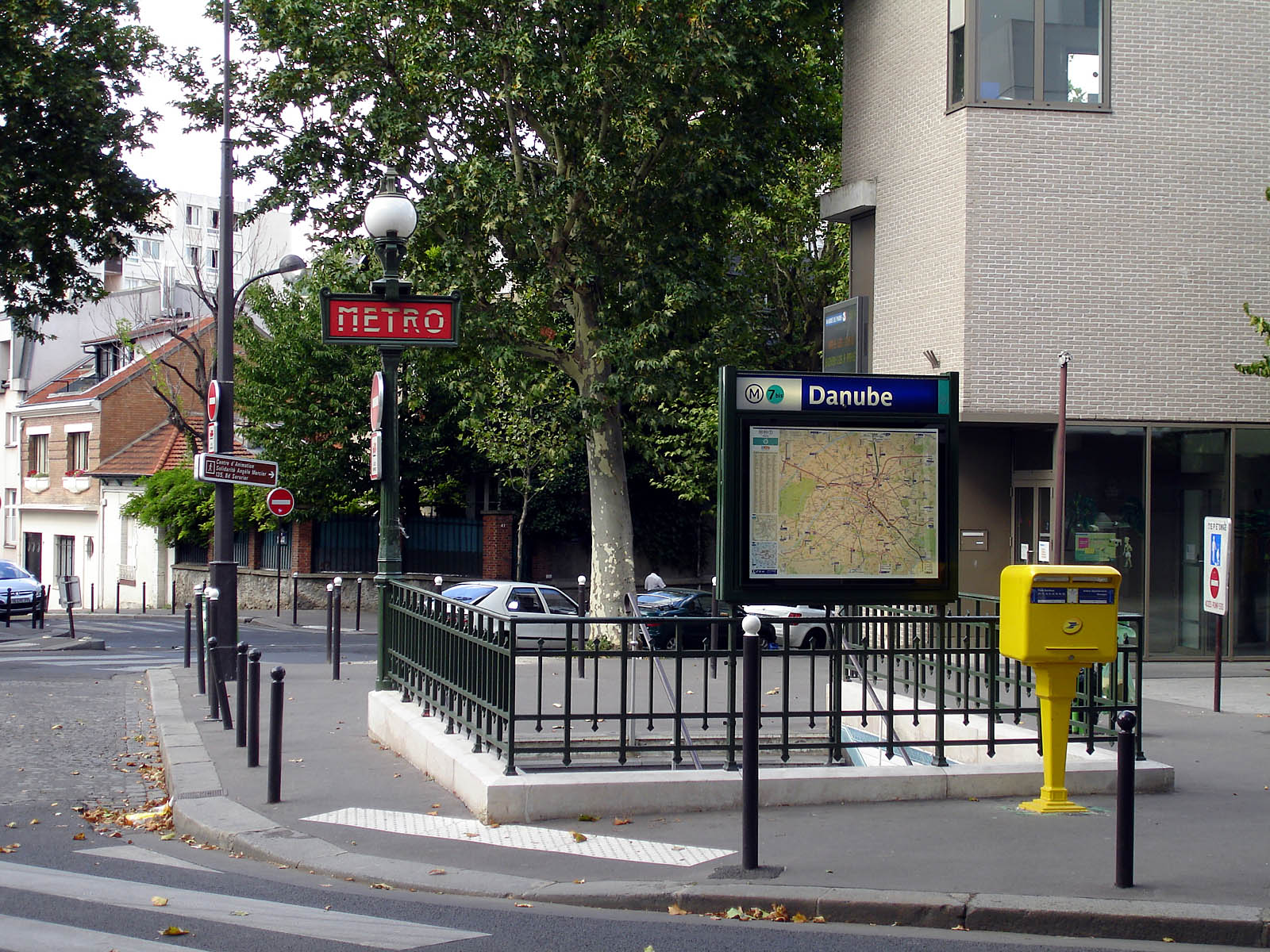
Zugang mit Art-déco-Kandelaber

Der einzige Zugang liegt an der Place de Rhin-et-Danube. Ihn ziert ein von Adolphe Dervaux im Stil des Art déco entworfener Kandelaber, der den Schriftzug METRO trägt.

## Fahrzeuge
Im Juli 1980 wurden die bis dahin auf der Linie verkehrenden Sprague-Thomson-Züge, die dort zuletzt nur mit vier Wagen verkehrten, innerhalb weniger Wochen durch solche der Baureihe MF 67 ersetzt. Die MF 67 „F“ liefen zunächst in der klassischen Konfiguration als Fünf-Wagen-Züge und wurden später durch Vier-Wagen-Züge der Bauserie „E“ abgelöst.
Seit Januar 1994 ist die kurze Linie 7bis die einzige im Netz der Pariser Métro, die – nach einer Übergangszeit bis zum 30. Dezember 1994 ausschließlich – von der nur neun Drei-Wagen-Züge umfassenden Baureihe MF 88 befahren wird.